# Соболево (Рязанская область)
Соболево — село в Старожиловском районе Рязанской области, входит в состав Мелекшинского сельского поселения.

## География
Село расположено в 13 км на запад от центра поселения деревни Мелекшино и в 28 км на юго-запад от райцентра рабочего посёлка Старожилово на автодороге 61К-006 Рязань — Ряжск.

## История
Соболево в качестве деревни упоминается в писцовых и платежных книгах 1628 и 1629 годов, где оно значится за князем Иваном княж Федоровым сыном Волконским. По окладным книгам 1676 года Соболево значилось деревней принадлежащей к приходу села Овсянникова. Деревянная Казанская церковь в селе была построена в 1760 году князем Петром Александровичем Волконским. В 1829 году церковь была возобновлена Николаем Лукичем Долговым. Казанская церковь до 1879 года была приписана к селу Суйску, а затем причислена к селу Тарасову. 
В XIX — начале XX века село являлось центром Соболевской волости Пронского уезда Рязанской губернии. В 1906 году в селе было 79 дворов.
С 1929 года село являлось центром Соболевского сельсовета Старожиловского района Рязанского округа Московской области, с 1937 года — в составе Рязанской области, с 2005 года — в составе Мелекшинского сельского поселения.

## Население
| 1859 | 1906 | 2010 |
| ---- | ---- | ---- |
| 458  | ↗509 | ↘81  |